# Свердловини розвідувальні
Свердловини розвідувальні (рос. скважины разведочные; англ. exploration wells; нім. Erkundigungssonden f pl) — свердловини, які бурять на площах із встановленою промисловою нафтогазоносністю з метою підготовки запасів нафти і газу промислових категорій і збору вхідних даних для складання проекту розробки родовища.
Розвідувальні свердловини бурять на площах зі встановленою промисловою нафтогазоносністю з метою оконтурювання родовища та збору вихідних даних для складання проєкту (технологічної схеми) промислової розробки родовища (покладу). У процесі розвідувального буріння продовжують дослідження розрізу і його нафтогазоносності приблизно у такому ж обсязі, як при пошуковому бурінні.
Глибина розвідувальних свердловин постійно збільшується у зв'язку з виснаженням уже розвіданих родовищ у верхніх горизонтах, розвитком техніки і технології буріння, яка дозволяє досягати більших глибин.
Розрізняють
Свердловини «сухі» — розвідувальні свердловини, які вийшли із буріння і не дали промислових припливів нафти або газу (умовний термін).
Свердловини структурні — свердловини, які бурять для виявлення і підготовки до пошуково-розвідувального буріння перспективних структур, які можуть бути пастками для нафти і газу.